# Alfonso Ochoa
Alfonso Ochoa, detto Poncho (Città del Messico, ... – 27 maggio 2022), è stato un tennista messicano.

## Biografia
È stato sposato per quasi sessant'anni con la tennista Yola Ramírez.

## Carriera
Nei tornei dello Slam vanta come migliore risultato la semifinale al Roland Garros 1960 nel doppio in coppia con Antonio Palafox, sono stati sconfitti dagli australiani Roy Emerson e Neale Fraser. Durante Wimbledon 1963 ha raggiunto gli ottavi di finale del doppio misto insieme alla compagna Yola Ramírez. Ha giocato pochi tornei nell'era Open, durante il Cincinnati Open 1969 ha raggiunto in terzo turno per poi venire eliminato da Željko Franulović.